# Nándor Lengyel
Nándor Lengyel (ur. 6 czerwca 1914, zm. 9 stycznia 1968) – węgierski trener piłkarski.

## Kariera piłkarska
W swojej karierze Lengyel występował w zespole Elektromos SE.

## Kariera trenerska
W latach 1955–1959 Lengyel był selekcjonerem reprezentacji Luksemburga. W roli tej zadebiutował 25 września 1955 w zremisowanym 3:3 towarzyskim meczu z Belgią. Drużynę Luksemburga poprowadził w 25 spotkaniach (21 towarzyskich i 4 eliminacji MŚ 1958), z czego 4 było wygrane, 5 zremisowanych i 16 przegranych.
W 1959 roku Lengyel został szkoleniowcem niemieckiego klubu FC Schalke 04, występującego w Oberlidze. Prowadził go w sezonie 1959/1960,
a od następnego był trenera innego zespołu Oberligi – Rot-Weiß Oberhausen. Po sezonie 1962/1963, w wyniku reorganizacji rozgrywek spadł z zespołem do Regionalligi. W Oberhausen pracował do 1964 roku. Następnie trenował Wormatię Worms (Regionalliga) i był to jego ostatni klub w karierze.